# عدالت (فیلم ۱۹۱۴)
عدالت (انگلیسی: Justice) فیلمی صامت در سبک جنایی به کارگردانی فرانک ویلسون محصول سال ۱۹۱۴ بریتانیا است.